# 大宮西警察署
大宮西警察署（おおみやにしけいさつしょ）は、埼玉県さいたま市西区にある埼玉県警察が管轄する警察署。署長は警視。国道17号新大宮バイパス沿いに設置されている。

## 所在地
- 埼玉県さいたま市西区三橋六丁目645番地

## 管轄区域
- さいたま市
  - 西区
  - 大宮区（上小町、櫛引町一丁目、三橋一 - 四丁目のみ）

## 管内の交番
括弧内は所在地。

### 西区
- 三橋交番（三橋六丁目5番地）
- 指扇駅前交番（大字宝来2218番地2）
- 二ツ宮交番（大字二ツ宮805番地4）

### 大宮区
- 上小交番（上小町825番地）

## 沿革
かつては旧警察法による大宮市西警察署が存在していたが、1954年の新警察法施行により廃止された。
- 1984年11月1日 - 県内37番目の警察署として、大宮警察署より分離し開設（同日に新座警察署も開設）。
- 2005年2月1日 - 大宮東警察署開設に伴い、1984年の開設時に大宮警察署より移管された北区の一部地域が管轄区域より分離され、再び大宮警察署の管轄地区となる。
- 2016年10月17日 - 埼玉県警察では、初となる女性警察署長が就任した。